# Bolsa de Corredores de Valparaíso
La Bolsa de Corredores de Valparaíso (BOVALPO) fue una bolsa chilena con sede en la ciudad homónima.

## Historia

### Antecedentes

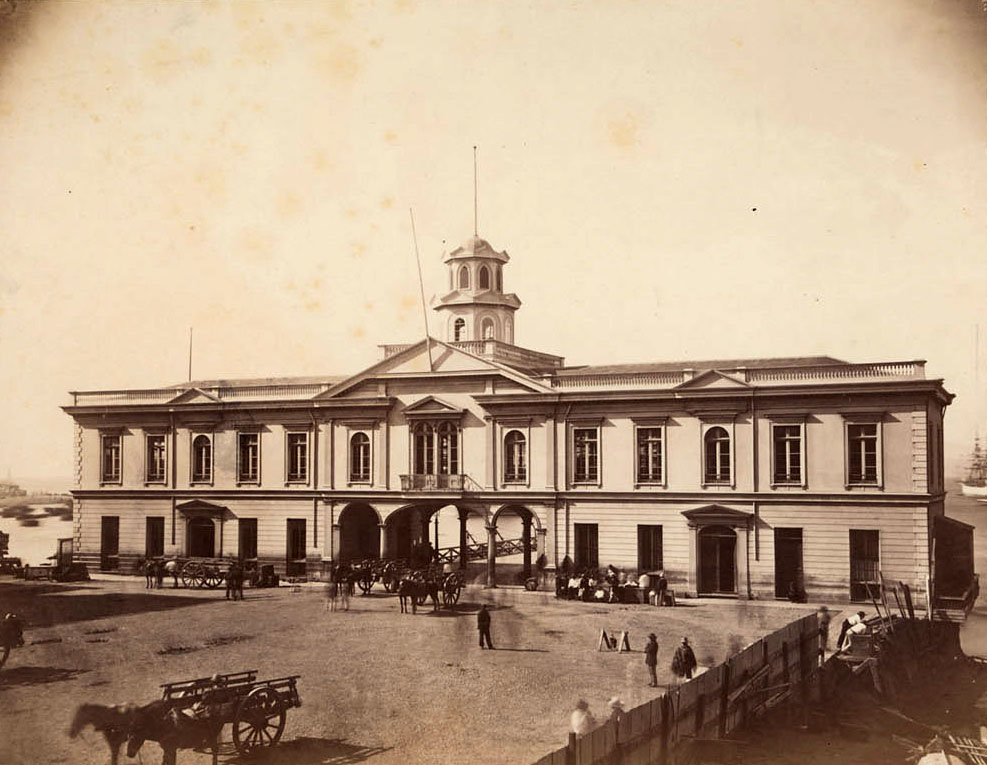
Bolsa de Valparaíso en 1858.

Los primeros indicios de asociaciones de comerciantes e instituciones financieras en Valparaíso ocurren en 1845 en el segundo piso de un inmueble de la Plaza de la Intendencia, hoy Sotomayor, donde se constituye una «bolsa de trueque», ya que para esa fecha no existían títulos financieros. Hacia 1858 se constituyó la «Bolsa de Comercio de Valparaíso» en un edificio construido en el actual sector del monumento a los héroes del combate naval de Iquique, e inaugurado el 6 de marzo de 1858 en un acto encabezado por el presidente Manuel Montt, la cual siguió operando durante aproximadamente 12 años.
La actual encarnación de la bolsa porteña tiene su origen en transacciones informales de acciones, bonos y letras de cambios realizadas a partir de 1880, ante las necesidades financieras de las compañías de seguros, bancos, casas comerciales, empresas navieras e industrias instaladas en el puerto, en la oficina del martillero Alfredo Lyon Santa María.

### Bolsa de Valores de Valparaíso (1892-1983)
En 1892 se crea el Salón de Corredores formalizando su constitución en la sociedad Bolsa de Valores de Valparaíso en 1898. En dicha fecha existían unas 160 sociedades anónimas en Valparaíso. El 4 de marzo de 1905 toma su actual nombre de Bolsa de Corredores de Valparaíso. Inicialmente las transacciones eran mayores en esta Bolsa que su equivalente en Santiago debido a la alta concertación del comercio en el puerto.
Con la publicación en 1981 de la Ley N° 18.045 de Mercados de Valores la Bolsa se ve obligada a liquidarse el 3 de enero de 1983 al no poder reunir un capital de 60 000 Unidades de Fomento para seguir funcionando.

### Bolsa de Corredores de Valparaíso (1987-2018)
Una posterior modificación por medio de la Ley N° 18.350 (1984) bajó la exigencia a 30 000 UF con lo cual se reconstituye una sociedad el 17 de marzo de 1987 que es la continuadora histórica de la Bolsa de Corredores, reiniciando sus actividades el 8 de abril de 1988.
Como toda institución financiera chilena, en ese período, estaba fiscalizada por la Superintendencia de Valores y Seguros. La Comisión para el Mercado Financiero revocó la autorización de funcionamiento a la bolsa de Valparaíso el 5 de octubre de 2018, por lo que la institución cerró sus puertas definitivamente el 8 del mismo mes.